# Эпельбаум-Марченко, Брунгильда Петровна
Брунгильда Петровна Эпельбаум-Марченко (урождённая Марченко; 27 июня 1927, Верхнеуральск — 21 ноября 2014, Бат-Ям) — советский, молдавский скульптор-портретист.

## Биография
В 1950 году окончила художественную школу имени И. Е. Репина в Кишинёве и в 1956 году — Ленинградское высшее художественно-промышленное училище имени В. И. Мухиной.
В персональном творчестве преобладают скульптурные портреты. Автор мемориального барельефа Анри Барбюса в Кишинёве (1979) и, совместно с мужем — Наумом Моисеевичем Эпельбаумом, памятника революционеру Павлу Ткаченко в Бендерах (1961).
С начала 1990-х годов жила в Бат-Яме (Израиль). Выставка работ четы Эпельбаум к 75-летию со дня рождения была организована Национальным художественным музеем Молдовы в 2002 году.
Зять — израильский скульптор Борис Абрамович Цельникер (род. 1952).

## Галерея
- Авторская галерея Б. П. Эпельбаум-Марченко
- Барельеф в память посещения Кишинёва Анри Барбюсом в 1925 году
- Портрет актрисы Марии Сагайдак (1977) (недоступная ссылка)